# Aretaon
Aretaon is een geslacht van Phasmatodea uit de familie Heteropterygidae. De wetenschappelijke naam van dit geslacht is voor het eerst geldig gepubliceerd in 1939 door Rehn & Rehn.

## Soorten
Het geslacht Aretaon  is monotypisch en omvat slechts de volgende soort:
- Aretaon asperrimus (Redtenbacher, 1906)